# ヨハン2世 (プファルツ＝ジンメルン公)
ヨハン2世（Johann II., 1492年3月20日 - 1557年5月18日）は、プファルツ＝ジンメルン公。プファルツ＝ジンメルン公ヨハン1世とナッサウ＝ザールブリュッケン伯ヨハン2世の娘ヨハンナの次男。
1508年、バーデン辺境伯クリストフ1世の娘ベアトリクスと結婚、翌1509年の父の死により領土を相続した。宗教改革でプロテスタントに改宗、選帝侯であるトリーア大司教とマインツ大司教と対立した。1557年に死去、息子のフリードリヒ2世が後を継ぎ、1559年にプファルツ選帝侯位も継承した。

## 子女
最初の妻ベアトリクスとの間に12人の子を儲けた。
1. カタリーナ（1510年 - 1572年） - クント女子修道院長
2. ヨハンナ（1512年 - 1581年） - ボッパルト女子修道院長
3. オッティリア（1513年 - 1553年）
4. フリードリヒ2世（1515年 - 1576年） - プファルツ＝ジンメルン公、プファルツ選帝侯
5. ブリギッタ（1516年 - 1562年） - ノイブルク・アン・デア・ドナウ女子修道院長
6. ゲオルク（1518年 - 1569年） - プファルツ＝ジンメルン公、エリーザベト・フォン・ヘッセンと結婚
7. エリーザベト（1520年 - 1564年） - エルバッハ伯ゲオルク2世と結婚
8. ライヒャルト（1521年 - 1598年） - プファルツ＝フェルデンツ公ゲオルク・ヨハン1世の娘アンナ・マルガレーテ（1571年 - 1621年）と結婚
9. マリア（1524年 - 1576年） - ボッパルト修道女
10. ヴィルヘルム（1526年 - 1527年）
11. ザビーネ（1528年 - 1578年） - エフモント伯ラモーラルと結婚
12. ヘレネ（1532年 - 1579年） - ハーナウ＝ミュンツェンベルク伯フィリップ3世と結婚

1554年、エッティンゲン伯ルートヴィヒ15世の娘マリア・ヤコベアと再婚、子は生まれなかった。